# Bernt Östman
Bernt Mikael Daniel Östman, född 22 juni 1962, är en svensk skådespelare. Bernt Östman har varit engagerad vid Teater Hydra, Teater Galeasen och Västmanlands länsteater.

## Filmografi (urval)
- 1987 – Skulden
- 1988 – Livsfarlig film
- 1989 – Kvinnorna på taket
- 1990 – Nigger
- 1995 – Sommaren
- 1997 – Beck – Mannen med ikonerna
- 1998 – Muntra fruarna i Windsor
- 1999 – Jakten på en mördare
- 2008 – Låt den rätte komma in